# Totimpfstoff
Ein Totimpfstoff (Syn. Totvakzine) ist ein Impfstoff, der nicht aus replikationsfähigen Pathogenen besteht, sondern aus abgetöteten Pathogenen oder einzelnen Bestandteilen, die auch künstlich erzeugt sein können.

## Eigenschaften
Im Gegensatz zu Totimpfstoffen bestehen Lebendimpfstoffe aus Erregern, die noch replizieren können oder zumindest infizieren (z. B. Pockenimpfstoffe) können.
Unterschiedliche Totimpfstoffe können simultan oder nacheinander verabreicht werden, für letzteres muss kein Mindestabstand – auch zu Lebendimpfstoffen – eingehalten werden. Dennoch wird in der Literatur grundsätzlich eine gleichzeitige Gabe von Lebend- und Totimpfstoffen bevorzugt, anstatt zuerst mit einem Lebendimpfstoff und Tage später mit einem Totimpfstoff zu impfen. Da Lebendimpfstoffe Interferon induzieren können, würde dies eine weitere Infektion unterdrücken und damit die Wirkung der Totimpfstoffe schmälern. Generell sollte man so lange mit einer erneuten Impfung warten, bis die entsprechende Symptomatik im (seltenen) Fall einer akuten Impfreaktion abgeklungen ist.

## Einteilung der Totimpfstoffe
Als Totimpfstoffe werden Toxoide, inaktivierte Pathogene (Ganzpartikelimpfstoffe), Konjugatimpfstoffe, Spaltimpfstoffe und Untereinheitimpfstoffe verwendet. Ein Grenzfall zwischen Totimpfstoffen und Lebendimpfstoffen bildet das Modified-Vaccinia-Ankara-Virus, welches zwar Zellen im Geimpften infizieren kann, jedoch nicht in diesen Zellen repliziert wird.

### Inaktivierte Impfstoffe
Inaktivierte Ganzpartikelimpfstoffe – englisch inactivated vaccines, die klassischen Totimpfstoffe – werden durch Fixierung gereinigter Pathogene erzeugt. Beispiele für inaktivierte Impfstoffe sind der Choleraimpfstoff, der Hepatitis-A-Impfstoff, der Tollwutimpfstoff und der Polioimpfstoff.

### Spaltimpfstoffe
Spaltimpfstoffe werden durch Fixierung und Auflösung der Lipiddoppelschicht mit Tensiden oder polaren organischen Lösungsmitteln erzeugt. Beispiele für Spaltimpfstoffe sind manche Influenzaimpfstoffe.

### Untereinheitenimpfstoffe
Untereinheitenimpfstoffe bestehen aus gereinigten Antigenen, die teilweise rekombinant erzeugt werden. Beispiele für Untereinheitenimpfstoffe sind manche Influenzaimpfstoffe, der HPV-Impfstoff und der Hepatitis-B-Impfstoff.

#### Konjugatimpfstoffe
Konjugatimpfstoffe gehören zu den Untereinheitenimpfstoffen und bestehen aus einem gereinigten Antigen, das anschließend an ein weiteres Trägermolekül gekoppelt wird. Als Trägermoleküle werden das Toxoid des Diphtherietoxins, das Toxoid des Tetanustoxins oder das Kapselmaterial von Neisseria meningitidis verwendet. Ein Beispiel für eine Impfung mit einem Konjugatimpfstoff ist die HIB-Impfung, manche Pneumokokkenimpfstoffe und manche Meningokokkenimpfstoffe.

### Peptidimpfstoffe
Peptidimpfstoffe sind meistens per Peptidsynthese erzeugte Peptide.

### Toxoidimpfstoffe
Toxoidimpfstoffe werden durch Fixierung von Toxinen erzeugt. Das Toxin verliert dabei seine Toxizität, jedoch ist die Veränderung gering genug, damit eine Immunreaktion erzeugt wird, die auch gegen das nicht-fixierte Toxin im Falle einer späteren Infektion wirkt. Beispiele für Toxoidimpfstoffe sind der Diphtherieimpfstoff, der Pertussisimpfstoff und der Tetanusimpfstoff sowie der kombinierte DTP-Impfstoff.

## Wirkungsweise
Totimpfstoffe können schnell abgebaut werden, so dass zur Vermittlung einer starken Immunreaktion mehrfach geimpft werden muss. Daher impft man nach der Erstimpfung wiederholt und in bestimmten Abständen (Auffrischungsimpfungen).
Bei der Grundimmunisierung werden von den B-Lymphozyten mittels T-Helferzellen (CD4+-T-Zellen) IgM-Antikörper mit niedriger Affinität gebildet. Der Anteil spezifischer IgG-Antikörper steigt danach kontinuierlich. T-Zellen bilden ein Immungedächtnis, bei erneuter Antigenpräsentation durch Auffrischungsimpfungen wird ein Booster-Effekt (stark beschleunigte Immunantwort) ermöglicht. Falls ein immunologisches Gedächtnis mittels T- und B-Zellen aufgebaut ist, kann eine Erkrankung mit denselben Antigenen verhindert werden.
Durch die Aktivierung der B-Lymphozyten sowie T-Helferzellen wird eine humorale Immunantwort erzeugt, nicht aber wie bei einer Lebendimpfung eine zelluläre.
Totimpfstoffe enthalten immunstimulierende Adjuvanzien – meistens Aluminiumadjuvanzien –, um die Immunreaktion gegenüber den in den Impfstoffen enthaltenen Antigenen ausreichend zu erhalten. Hierbei wird das Antigen an beispielsweise Aluminiumhydroxid, MF59 oder AS04 absorbiert. Früher enthielten Totimpfstoffe auch noch Konservierungsmittel wie Thiomersal oder Thimerfonat. Durch den technischen Fortschritt konnte die aseptische Fertigung so verbessert werden, dass Einzeldosisrezepturen wie Kinderimpfstoffe ohne Konservierungsstoffe hergestellt werden.

## Schwangerschaft und Stillzeit
Nach aktuellen Empfehlungen des in Deutschland dafür zuständigen Robert Koch-Instituts können fällige Impfungen mit Totimpfstoffen den werdenden Müttern im zweiten und dritten Drittel der Schwangerschaft bedenkenlos verabreicht werden, insbesondere eine Impfung gegen Influenza oder Keuchhusten wird empfohlen. Im ersten Drittel sollten zum Ausschluss jeglichen Risikos für das Kind dagegen nur diejenigen Totstoff-Impfungen vorgenommen werden, die individuell dringend indiziert sind. In der anschließenden Stillzeit sind Impfungen mit Totimpfstoffen generell ohne Beschränkungen möglich.

## Abgrenzung
Im Zuge der Impfstoffentwicklung werden unter anderem genbasierte Impfstoffe (DNA-Impfstoffe, RNA-Impfstoffe und virale Vektoren) untersucht. DNA-Impfstoffe bestehen meistens aus Plasmiden, die das Antigen codieren. Virale Vektoren basieren auf viralen Partikeln, die das Gen des Impfstoffs in eine Zelle einschleusen. Das RKI gibt an, dass COVID-19-Impfstoffe (mRNA- oder Vektorimpfstoffe) mit Totimpfstoffen insofern gleichgesetzt werden können, als sie keine Lebendimpfstoffe sind, da sie keine vermehrungsfähigen Viren enthalten.